# José Douglas Dallora
José Douglas Dallora (Guaxupé, 20 de março de 1936 – São Paulo, 18 de fevereiro de 2024) foi um dentista, professor e dirigente esportivo brasileiro. Foi presidente do São Paulo Futebol Clube entre os anos de 1982 e 1984.

## Biografia

### Primeiros anos e formação acadêmica
José nasceu no município de Guaxupé, no interior do estado de Minas Gerais. Filho de um italiano com uma brasileira, seu pai tinha um armazém de café, responsável pela logística de escoamento e exportação da commodity pelo Porto de Santos.
Formou-se em odontologia em uma faculdade em Alfenas, na década de 1950. Após a formatura, deixou Minas Gerais e mudou-se para a cidade de São Paulo.

### Atuação
No início da década de 1970, entrou para o quadro de funcionários da Universidade de Santo Amaro (UNISA), atuando com professor do curso de odontologia. Torcedor do São Paulo Futebol Clube, desde que morava no interior de Minas Gerais, na década de 1960, tornou-se sócio do clube social do time, sediado no ao lado do estádio do Morumbi.
Entrou para a burocracia do São Paulo na década seguinte. Foi diretor de futebol entre os anos de 1976 e 1980, nas gestões de Henri Aidar e Antônio Leme Nunes Galvão. Após a passagem como diretor, foi eleito presidente do clube, onde ficou dois anos no cargo, entre 1982 e 1984.
Em sua gestão como presidente, o clube venceu a edição de 1982 da Taça Governador do Estado de São Paulo. No Campeonato Paulista, o clube foi duas vezes vice-campeão, nos campeonatos de 1982 e 1983, sendo derrotado nos dois anos pelo Corinthians.
Após a passagem pela presidência, continuou atuando na burocracia tricolor como conselheiro do clube e sócio benemérito do São Paulo. Na UNISA, trabalhou de 1970 até o ano de 2015, onde ocupou diversos cargos como pró-reitor acadêmico, vice-reitor e reitor. Recebeu o título de Doutor Honoris Causa da universidade pelos anos de serviço prestado na universidade. A atlética de medicina da UNISA, leva o nome de Dallora.

### Morte
Dallora morreu em fevereiro de 2024, aos oitenta e sete anos de idade, na cidade de São Paulo. Seu velório foi realizado no salão nobre do Morumbi. Seu corpo foi sepultado no Cemitério do Morumbi.